# Spilosoma jankowskii
Spilosoma jankowskii là một loài bướm đêm thuộc phân họ Arctiinae, họ Erebidae.